# Zoran Prerad
Zoran Prerad (15 de agosto de 1971) es un deportista bosnio que compitió para Yugoslavia y Bélgica en taekwondo. Ganó una medalla de bronce en el Campeonato Mundial de Taekwondo de 1995 y una medalla de oro en el Campeonato Europeo de Taekwondo de 1998.

## Palmarés internacional
| Representando a Yugoslavia |                          |                   |           |
| Campeonato Mundial         |                          |                   |           |
| Año                        | Lugar                    | Medalla           | Categoría |
| 1995                       | Manila (Filipinas)       | Medalla de bronce | –83 kg    |
| Representando a Bélgica    |                          |                   |           |
| Campeonato Europeo         |                          |                   |           |
| Año                        | Lugar                    | Medalla           | Categoría |
| 1998                       | Eindhoven (Países Bajos) | Medalla de oro    | –84 kg    |